# Diania
Diania cactiformis
Genre
Espèce
Diania est un genre éteint d'animaux trouvés dans le schiste de Maotianshan, en Chine, datés du Cambrien inférieur, et représenté par une seule espèce : Diania cactiformis. Surnommé le « cactus ambulant » lors de son analyse, cet organisme appartient à un groupe connu sous le nom de lobopodes. Il possède un corps simple semblable à un ver avec des pattes robustes, épineuses et apparemment articulées. Son importance vient du fait que les pattes articulées sont le caractère déterminant des arthropodes et le genre Diania peut donc être très proche des origines du groupe d'animaux le plus diversifié de la planète. Il remonte à environ 520 millions d'années,,.

## Étymologie
Le nom Diania est issu de Dian, une abréviation chinoise pour désigner le Yunnan, la province d'où le fossile est originaire,.
Le nom spécifique cactiformis fait référence à l'apparence de l'animal, semblable à un cactus, ce qui a amené l'équipe de recherche travaillant sur ce fossile à le surnommer officieusement le « cactus ambulant »,.

## Description
Les fossiles les plus complets de Diania cactiformis mesurent environ 6 cm de long et ont un corps long et mince. À l'extrémité avant se trouve une trompe, vraisemblablement utilisée pour l'alimentation. Ils ont dix paires de pattes robustes et épineuses. Elles semblent être articulées, avec un exosquelette dur divisé en segments annulaires.

## Implication
Diania appartient à un groupe d'animaux disparus connu sous le nom de lobopodes cuirassés,. Les chercheurs ont longtemps supposé que ceux-ci étaient liés d'une manière ou d'une autre à Arthropoda et il semble probable que les arthropodes ont évolué quelque part au sein de ce groupe. Cependant, tous les lobopodes précédemment découverts présentaient des pattes molles, plutôt en forme d'anneau, mais non segmentées. L'importance de Diania est qu'il semble avoir évolué vers ce qui caractérise les arthropodes : les pattes articulées,.
Dans la description originale du fossile, les auteurs ont suggéré que Diania pourrait être le groupe frère de Schinderhannes bartelsi (en) ainsi que d'autres fossiles d'arthropodes, mais ils ont également évoqué la possibilité que Diania soit une forme plus primitive apparue avant l'évolution de créatures telles que Kerygmachela et Anomalocaris,.
Le genre Diania suggère également que l'arthropodisation (c'est-à-dire le développement d'articulations dures en forme d'anneau autour des pattes) a évolué avant l'arthrodisation (c'est-à-dire l'apparition des segments durs en forme d'anneau autour du corps),,. Cependant, l'analyse phylogénétique sous-jacente à cette conclusion s'est révélée erronée,.

## Publication originale
- (en) Jianni Liu, Michael Steiner, Jason Andrew Dunlop, Helmut Keupp, Degan Shu, Qiang Ou, Jian Han, Zhifei Zhang et Xingliang Zhang, « An armoured Cambrian lobopodian from China with arthropod-like appendages », Nature, NPG et Springer Science+Business Media, vol. 470, no 7335,‎ 1er février 2011, p. 526-530 (ISSN 1476-4687 et 0028-0836, OCLC 01586310, PMID 21350485, DOI 10.1038/NATURE09704, lire en ligne).

### Référence taxonomiques
- (en) BioLib : Diania  Liu, Steiner, Dunlop, Keupp, Shu, Ou, Han, Zhang & Zhang, 2011 † (consulté le 12 mars 2021)
- (en) Paleobiology Database : Diania  Liu et al. 2011 † (consulté le 12 mars 2021)